# 低盔膝瓣乌头
低盔膝瓣乌头（学名：Aconitum geniculatum var. humilius）为毛茛科乌头属下的一个变种。

## 扩展阅读
- 維基物種上的相關：低盔膝瓣乌头